# Krueng Itam
Krueng Itam is een bestuurslaag in het regentschap Nagan Raya van de provincie Atjeh, Indonesië. Krueng Itam telt 1193 inwoners (volkstelling 2010).